# Ministr absorpce imigrantů Izraele
Ministr absorpce imigrantů Izraele (hebrejsky שר לקליטת עלייה‎, sar le-klitat alija), známý do roku 1951 jako ministr imigrace (hebrejsky שר העלייה‎, sar ha-alija), je člen izraelské vlády, který stojí v čele ministerstva absorpce imigrantů. Od roku 2015 je ministryní Pnina Tamano-Šata ze strany Kachol lavan.
Ve spolupráci s místní samosprávou je ministerstvo zodpovědné za nové imigranty (olim) po tři týdny od jejich příjezdu do země. Pomáhá jim najít zaměstnání, ubytování a slouží jako poradní místo pro oblast vzdělávání, záležitosti plánování a sociálních věcí, stejně jako nastavení benefitů tzv. „imigračního koše“ (jako jsou úlevy na daních, dotace, atp).
Ministr má příležitostně svého náměstka.
| ministr             | strana                       | vláda              | funkční období          | poznámka |
| ------------------- | ---------------------------- | ------------------ | ----------------------- | -------- |
| Chajim-Moše Šapira  | Sjednocená náboženská fronta | prozatímní, 1., 2. | 14.05.1948 – 08.10.1951 |          |
| Jigal Alon          | Ma'arach                     | 13., 14.           | 01.07.1968 – 15.12.1969 |          |
| Šimon Peres         | Ma'arach                     | 15.                | 22.12.1969 – 27.07.1970 |          |
| Natan Peled         | nebyl poslanec               | 15.                | 27.07.1970 – 10.03.1974 | [ p 1 ]  |
| Šlomo Rozen         | nebyl poslanec               | 16., 17.           | 10.03.1974 – 20.06.1977 | [ p 1 ]  |
| David Levy          | Likud                        | 18.                | 20.06.1977 – 05.08.1981 |          |
| Aharon Abuchacira   | Tami                         | 19.                | 05.08.1981 – 04.05.1982 |          |
| Aharon Uzan         | Tami                         | 19., 20.           | 04.05.1982 – 13.09.1984 |          |
| Ja'akov Cur         | Ma'arach                     | 21., 22.           | 13.09.1984 – 22.12.1988 |          |
| Jicchak Perec       | Šas                          | 23., 24.           | 22.12.1988 – 13.07.1992 |          |
| Ja'ir Caban         | Merec                        | 25., 26.           | 13.07.1992 – 18.07.1996 |          |
| Juli-Joel Edelstein | Jisra'el ba-alija            | 27.                | 18.07.1996 – 06.07.1999 |          |
| Ehud Barak          | Jeden Izrael                 | 28.                | 06.07.1999 – 05.08.1999 | [ p 2 ]  |
| Juli Tamir          | Jeden Izrael                 | 28.                | 05.08.1999 – 07.03.2001 |          |
| Ariel Šaron         | Likud                        | 29.                | 07.03.2001 – 28.02.2003 | [ p 2 ]  |
| Cipi Livniová       | Likud, Kadima                | 30.                | 28.02.2003 – 04.05.2006 |          |
| Ze'ev Boim          | Kadima                       | 31.                | 04.05.2006 – 04.07.2007 |          |
| Ja'akov Edri        | Kadima                       | 31.                | 04.07.2007 – 14.07.2008 |          |
| Eli Aflalo          | Kadima                       | 31.                | 14.07.2008 – 31.03.2009 |          |
| Sofa Landver        | Jisra'el bejtenu             | 32., 33.           | 31.03.2009 – 14.05.2015 |          |
| Ze'ev Elkin         | Likud                        | 34.                | 14.05.2015 – 30.05.2016 |          |
| Sofa Landver        | Jisra'el bejtenu             | 34.                | 30.05.2016 – 18.11.2018 |          |
| Jo'av Galant        | Likud                        | 34.                | 09.01.2019 – 17.05.2020 |          |
| Pnina Tamano-Šata   | Kachol lavan                 | 35.                | od 17.05.2020           |          |

| náměstek            | strana            | vláda    | funkční období          |
| ------------------- | ----------------- | -------- | ----------------------- |
| Arje Eli'av         | Ma'arach          | 13., 14. | 12.08.1968 – 15.12.1969 |
| Šlomo Rozen         | Ma'arach          | 15.      | 20.11.1972 – 10.03.1974 |
| Aharon Uzan         | Tami              | 19.      | 11.08.1981 – 04.05.1982 |
| Marina Solodkin     | Jisra'el ba-alija | 28.      | 05.08.1999 – 11.07.2000 |
| Juli-Joel Edelstein | Jisra'el ba-alija | 29.      | 07.03.2001 – 28.02.2003 |
| Marina Solodkin     | Kadima            | 30.      | 30.03.2005 – 04.05.2006 |